# Joué-en-Charnie
Joué-en-Charnie – miejscowość i gmina we Francji, w regionie Kraj Loary, w departamencie Sarthe.
Według danych na rok 1990 gminę zamieszkiwały 464 osoby, a gęstość zaludnienia wynosiła 20 osób/km² (wśród 1504 gmin Kraju Loary Joué-en-Charnie plasuje się na 863. miejscu pod względem liczby ludności, natomiast pod względem powierzchni na miejscu 446.).